# گرمیاچکی
گرمیاچکی (به لهستانی:  Grymiaczki) یک روستا در لهستان است که در گمینا سوخووولا واقع شده‌است.